# Sune Lindbäck
Karl Sune Ingemar Lindbäck, född 27 december 1915 i Boden, död 13 juni 1970 i Malmö, var en svensk ryttare. Han tävlade för Bodens FRK. Hans barnbarn, Niklas Lindbäck, är också en ryttare.
Lindbäck tävlade i fälttävlan för Sverige vid olympiska sommarspelen 1960 i Rom. Han red på hästen Armagnac men fullföljde inte tävlingen.
Han tog silver vid Svenska mästerskapen i dressyr 1968 och brons 1969.